# Ma Oftedal
Ma Kerstin Mariann Oftedal, ogift Högberg, född 1 maj 1954 i Västerås, är en svensk författare och präst i Svenska kyrkan. Hon avsade sig prästämbetet 2012 men återinträdde som präst 2016.

## Biografi

### Uppväxt och skola
När Oftedal var ung flyttade familjen runt i Sverige, bland annat till Malmö  och Västerås. När hon var 14 år bosatte sig familjen i Haninge. Hon gick gymnasiet på Södra Latin i Stockholm. Efter att ha studerat på en folkhögskola i Trosa fick hon enligt egna uppgifter en religiös uppenbarelse vid ett besök i en kyrka i Stockholm.
Oftedal började studera teologi vid Johannelunds teologiska högskola och Uppsala universitet och tog examen 1978. I januari 1980 prästvigdes Oftedal i Storkyrkan i Stockholm av biskop Lars Carlzon. Hon påbörjade och genomförde doktorandstudier, men hennes avhandling underkändes.
År 1996 deltog Oftedal i På spåret tillsammans med Bengt Järnblad. Laget gick till final.

### Arbete som präst
Oftedal var därefter präst i Storkyrkan, men hon sade upp sig i februari 1986. Istället blev hon ungdomspräst i Fisksätra i Saltsjöbadens församling. 1987 blev hon av Ulf Lundell i boken Tårpilen anklagad för att ha brutit mot tystnadsplikten. Oftedal uttalade i pressen att hon ville sluta som präst för att kunna bemöta Ulf Lundells anklagelser mot henne offentligt. För detta fick hon kritik, eftersom en prästs tystnadsplikt gäller, även om han eller hon säger upp sin tjänst. Justitieombudsmannen friade henne från anklagelserna om brott mot tystnadsplikten.

### Författare, New Age och schamanism
Vid ett besök på Arbetsförmedlingen bestämde hon sig för att börja skriva på en bok om andlighet och New Age-frågor. I tidningen UFO-Aktuellt nr 4 1994 förklarade Oftedal att hon hade kontakt med utomjordiskt liv från Orion. Kontakten upprätthölls genom olika ceremonier.
År 1996 publicerades Oftedals bok Doxa - till hela härligheten. Oftedal förklarade att hon sysslade med schamanism. Hon hade också undervisat konfirmander i ämnet, låtit en schaman driva ut onda andar ur hennes lägenhet samt låtit döpa om sig av Stanley Sjöberg i Centrumkyrkan i Sundbyberg. Uppmärksamheten kring detta ledde till att domkapitlet i Stockholms stift i maj 1997 inte längre tillät henne att verka som präst i Svenska kyrkan. Oftedal överklagade beslutet och förklarade att det inte var ett riktigt dop, enbart en bekräftelse på hennes första dop. Den 27 april 1998 upphävdes domkapitlets beslut av Kyrkomötets besvärsnämnd i Jönköping. Oftedal har skrivit om denna period i sitt liv i boken Till det vilda.
Oftedal har därefter verkat som föreläsare vid företagskonferenser, kickoff-dagar med mera. I februari 2012 förklarade Oftedal att hon avsade sig sitt prästämbete och lämnade Svenska kyrkan. Hon avsåg fortsätta ge kurser i reiki-healing.

### Åter i Svenska kyrkan
Den 24 februari 2016 beslutade Stockholms Domkapitel enhälligt att förklara henne behörig att utöva prästämbetet igen.
Den 1 juni 2016 började Ma Oftedal tjänstgöra som präst i Valla och Sköldinge kyrkor i Katrineholmsbygdens församling. Hon har sedan tjänstgjort som komminister i Västra Vingåker och Österåkers pastorat. och Husby-Rekarne och Näshulta församlingar. Hon tjänstgjorde sedan i Julita kyrka i Katrineholmsbygdens församling. Hon blev i mars 2023 åter anställd i Västra Vingåker och Österåkers pastorat som vikarierande komminister.
Hon målar också egna ikonbilder.

### Familj
Ma Oftedal är dotter till köpmannen Gunnar Högberg och kartritaren Anna-Stina Ahlqvist. Oftedal gifte sig 1978 med ekonomen, företagsledaren Ole Oftedal (född 1954). Äktenskapet varade till början av 1990-talet.